# Кареджне
Кареджне (італ. Careggine) — муніципалітет в Італії, у регіоні Тоскана,  провінція Лукка.
Кареджне розташоване на відстані близько 310 км на північний захід від Рима, 85 км на північний захід від Флоренції, 34 км на північний захід від Лукки.
Населення — 567 осіб (2014).
Щорічний фестиваль відбувається 29 червня. Покровитель — святий Петро.

## Демографія
Населення за роками:

Станом на 1 січня 2023 року в муніципалітеті офіційно проживало 18 іноземців з 8 країн, серед них 2 громадяни країн Євросоюзу та 2 громадяни України.

## Уродженці
- Марко Тарделлі (*1954) — відомий у минулому італійський футболіст, захисник, півзахисник, згодом — футбольний тренер.

## Сусідні муніципалітети
- Кампорджано
- Кастельнуово-ді-Гарфаньяна
- Молаццана
- Стаццема
- Вальї-Сотто